# عبدالعزيز الشاهين (تربوي كويتي)
عبدالعزيز الشاهين (1939 – 2019) هو تربوي وإداري كويتي، من مؤسسي التعليم الخاص (كلية "معهد النور للمكفوفين") وساهم في تأسيس وتطوير قطاع التربية الخاصة داخل وزارة التربية الكويتية. شغل منصب وكيل وزارة التربية في دولة الكويت، ويُعد من الشخصيات البارزة في تطوير السياسات التعليمية بالكويت خلال النصف الثاني من القرن العشرين.

## النشأة والتعليم
وُلد في حي القبلة في مدينة الكويت عام 1923، وتلقى تعليمه الأساسي في مدارسها، ثم أكمل دراسته الجامعية في تخصص التربية خارج الكويت، قبل أن يعود ليعمل في قطاع التعليم.

## المسيرة التربوية
بدأ حياته العملية مدرس في مدارس وزارة التربية، ثم تدرج في المناصب الإدارية حتى أصبح وكيلاً لوزارة التربية. ساهم في تطوير السياسات التعليمية وتوسيع البنية التحتية للمدارس في الكويت خلال السبعينيات والثمانينيات، كما عمل على إدخال مناهج جديدة وتبني أساليب تدريس حديثة تتماشى مع التطور العلمي والتربوي، حيث رافق تطور هذا القطاع مهمات تتعلق بإنشاء وتطوير المعاهد الثانوية والدبلوم.

## إنجازات
- تطوير قطاع التعليم العام وإدخال نظم إدارية حديثة في الوزارة.[11]
- الإشراف على مشاريع بناء مدارس جديدة لتلبية الزيادة السكانية في الكويت.[6]
- شارك في الإشراف على انطلاق التربية الخاصة كقطاع مستقل في الكويت، ورافق تأسيس "الميلاد الثاني" لهذا القطاع في التاريخ التربوي الوطني.[10]
- أسهم في بناء كوادر متخصّصة من المعلمين والإداريين في مجال التربية الخاصة، وزيادة عدد المعاهد والمراكز الداعمة للطلبة ذوي الاحتياجات التعليمية الخاصة.[9][8]

كُرم لاحقًا بذكر اسمه على روضة تعليمية اسمها «روضة عبدالعزيز الشاهين» ضمن مركز الإرشاد النفسي والاجتماعي لمنطقة حولي التعليمية. كما يُحتفى به في الذاكرة التعليمية كمفخرة تربوية منذ تلك المرحلة.

## الوفاة
توفي عبدالعزيز الشاهين عام 2019 في الكويت بعد مسيرة طويلة في خدمة قطاع التعليم.